# Zajednica LGBT osoba
Zajednica LGBT osoba, često zvana i gay zajednica, svjetonazorna je i kulturna zajednica homoseksualnih, biseksualnih i transrodnih osoba te osoba, organizacija i supkultura koje ih podržavaju.
LGBT-ovski pokreti zalažu se za ravnopravnost i društvenu prihvaćenost LGBT(IQ) osoba. Ne postoji središnja organizacija koja zastupa prava i interese svih LGBT osoba, nego se brojne organizacije bave tim pitanjem.
LGBTIQ je pokrata pojma Lezbijke, Gejevi, Biseksualne, Transrodne, Interseksualne i Questioning osobe.

## Temeljni pojmovi
LGBTIQ se može odnositi na pokret, kulturu, aktivizam, teoriju i politiku.
Problematika LGBTIQ politike, pokreta i kulture zahtijeva razumijevanje razlika između spola i roda, odnosno spolnog i rodnog identiteta. Neki od najvažnijih pojmova su:
- tjelesni integritet – pravo osobe na vlastito nesmetano tjelesno postojanje.

- spolni identitet – podrazumijeva vlastitu spolnu samokoncepciju, koja nije nužno ovisna o spolu pripisanom rođenjem. Spolni identitet tiče se svakoga ljudskog bića i ne znači samo binarni koncept muškoga ili ženskoga. Spolni identiteti jesu: žena, muškarac, transseksualna osoba i interseksualna osoba.

- rodni identitet – podrazumijeva vlastitu rodnu samokoncepciju, koja nije nužno ovisna o spolu pripisanom rođenjem. Rodni identitet tiče se svakoga ljudskog bića i ne znači samo binarni koncept muškoga ili ženskoga. Rodni identiteti jesu: žensko, muško, transrodno.

- rodno izražavanje - može se promatrati kao način na koji se netko izražava kroz vanjsku prezentaciju, izgled, ponašanje, oblačenje, frizuru, glas, tjelesne karakteristike ili druga vanjska obilježja. Svaka osoba rodno se izražava na određeni način. Primjerice, androginost je način neutralnog rodnog izražavanja.

- seksualni identitet proizlazi iz seksualnosti. Podrazumijeva vlastitu kreaciju, opisivanje ili prihvaćanje raznih identiteta koji su važan segment cjelokupnog psihološkog i društvenog života osobe. Njegova osnova jest seksualna orijentacija, odnosno seksualnost osobe. Lezbijka, gej, biseksualac, biseksualka, transrodna osoba, transseksualac, transseksualka, interseksualna osoba, interseksualac, interseksualka, queer, gender queer, boi, strejt, str8, hetero, heteroseksualac, heteroseksualka itd. neki su od mogućih seksualnih identiteta. Pri kreiranju ili prihvaćanju seksualnog identiteta osoba afirmira pravo na samodefiniranje,tj. pravo da sama definira svoj identitet (ili svoje identitete) i sebe kao osobu, odnosno pravo na samoidentifikaciju, tj. pravo da sama identificira vlastiti identitet (ili svoje identitete), ili da se pak ne identificira.

- seksualne slobode odnose se na pravo potpunog izražavanja osobnog seksualnog potencijala kao i odgovornog ponašanja prema drugima.

- rodne slobode odnose se na pravo svake osobe da svoj rod izražava kroz ženskost, androginost, muškost ili bilo koju drugu točku na spektrumu. To uključuje pravo na rodnu neodređenost i rodnu kontradikciju, kao i na fizičku neodređenost i kontradikciju. Svaka osoba ima pravo sama odrediti, uvjetovati ili mijenjati spol na način koji joj to odgovara.

## Polazišta gej i lezbijskog pokreta
Gej i lezbijski pokreti sežu daleko u prošlost. Osnutkom Znanstveno-humanitarnog odbora u Berlinu 1897. otvara se javna rasprava o homoseksualnosti koja se do tada u većini zemalja smatrala „protuprirodnim bludom“ te je bila zakonski kažnjiva.
Krajem 19. stoljeća nekoliko je zemalja dekriminaliziralo homoseksualne odnose. Prva je bila Francuska, i to 1791., zatim Belgija 1792., Nizozemska 1811., Španjolska 1822. i Italija 1889. godine. Sve navedene zemlje, uz iznimku Italije, dozvoljavale su muške homoseksualne odnose uz uvjet punoljetnosti obaju partnera. Pritom je granica za heteroseksualne odnose bila niža, ovisno o pojedinoj zemlji. Italija je jednako tretirala spolne odnose osoba istog spola i osoba različitog spola.
Suvremeni gej i lezbijski pokret javlja se na Zapadu nakon Drugog svjetskog rata, i to 1950-ih godina kada pojedinci odlučuju otvoreno govoriti o svojem seksualnom identitetu. Njima je uspjelo osigurati nekoliko sigurnih prostora diljem Amsterdama, Kopenhagena, Pariza i Los Angelesa, gdje su se osobe drugačije seksualne orijentacije mogle družiti i upoznavati.
Datum 27. lipnja 1969. obilježava se kao dan gej i lezbijskog pokreta, odnosno kao Međunarodni dan ponosa. Naime, tijekom noći s 27. na 28. lipnja policija je provela raciju u diskoteci „Stonewall“ u njujorškoj četvrti Greenwich Villageu te je potom odlučila zatvoriti taj bar. No posjetitelji diskoteke, mahom gejevi i transvestiti, odbili su prihvatiti tu odluku. Transrodne osobe započele su prosvjed kojem su se pridružile antiratne, feminističke, gej i lezbijske organizacije i organizacije za prava Afroamerikanaca. 
U Njemačkoj se slične manifestacije nazivaju Christopher Street Day, a najveće među njima održavaju se u Münchenu i Berlinu. Najveća europska povorka ponosa održava se u Kölnu.
Početkom sedamdesetih godina 20. stoljeća osnovane su brojne organizacije koje su prigrlile pojmove "gej" i "lezbijka", a desetljeće kasnije i pojam "queer".

## Metodologija pokreta LGBTIQ
Metodologiju pokreta čini LGBTIQ pristup koji se temelji na ljudskim pravima (eng. human rights-based approach), ili na standardima i načelima ljudskih prava te prepoznavanju i uvažavanju individualnih obilježja pojedine populacije. Njime se nastoji djelovati na javne politike u cilju aktivnog rješavanja specifičnih problema određene zajednice kako bi se oblikovanjem takvih politika odgovorilo na stvarne potrebe ljudi, skupina i zajednica na temelju konkretnog djelovanja ili strategija za poboljšanje stanja. 

## Diskriminacija i nasilje
| Homoseksualnost legalna ██ istospolni brak ██ drugi tipovi partnerstva (ili neregistrirane kohabitacije) ██ brakovi sklopljeni drugdje su priznati, ali se ne mogu sklapati ██ istospolne zajednice nisu priznate | Homoseksualnost ilegalna ██ minimalna kazna ██ teška kazna ██ moguć doživotni zatvor ██ moguća smrtna kazna |

LGBTIQ osobe često se susreću s diskriminacijom, zlostavljanjem, vrijeđanjem i drugim oblicima nasilja. Aktivističko djelovanje podrazumjijeva ukazivanje na opće statistike o učestalosti takvih pojava, ali i na pojedinačne slučajeve ugroženosti LGBTIQ osoba. 
Neki od oblika nasilja kojem su izložene LGBTIQ osobe jesu: 
- "zločin iz mržnje" odnosno zločin koji je počinjen iz mržnje i netrpeljivosti prema osobi ili osobama koje su drugačije po nekom aspektu njihove ljudskosti, među ostalim njihovoj seksualnoj orijentaciji te rodnom i spolnom identitetu. Na sjednici Hrvatskog sabora održanoj 9. rujna 2006. donesen je Zakon o izmjenama i dopunama Kaznenog zakona (s 91 glasom "za", 10 glasova "protiv" i 2 "suzdržana" glasa) kojim je, uz suglasnost Vlade Republike Hrvatske i amandmane saborskog Odbora za ljudska prava i prava nacionalnih manjina, uvedena definicija zločina iz mržnje, a kazneno djelo ubojstva počinjeno iz mržnje kvalificirano kao teško ubojstvo.

- diskriminacija – diskriminacija predstavlja svako razlikovanje, isključivanje, ograničavanje ili nejednako postupanje na osnovu određenih obilježja, odnosno poništavanje ili umanjivanje poštovanja uživanja ili priznavanja. Višestruka diskriminacija je diskriminacija na temelju više osnova ili na više razina, ili je diskriminacija kojom se kršenjem jednog prava ujedno krše i druga prava.

- govor mržnje – usmeni ili pisani govor kojim se javno izaziva ili uzrokuje mržnja prema određenoj skupini (ili pojedincu) zbog nekog njezinog određenja, među ostalim seksualne orijentacije te rodnog i spolnog identiteta, u svrhu stvaranja netrpeljivosti, razdora, diskriminacije i nasilja i/ili raspaljivanje postojeće mržnje.

- tjelesno nasilje – nanošenje tjelesnih ozlijeda
- psihičko nasilje – verbalni napadi, omalovažavanje, vrijeđanje, ismijavanje, uskraćivanje slobode kretanja, zastrašivanje, prijetnje itd.
- seksualno nasilje – seksualni čin, pokušaj ostvarivanja seksualnog čina, neželjeni seksualni komentari, ili prijedlog/komentar usmjeren protiv osobe i njezine seksualnosti. Može uključivati uznemiravanje, zlostavljanje, silovanje, trgovinu, prisilnu prostituciju i pornografiju.
- ekonomsko nasilje – uskraćivanje ili oduzimanje ekonomskih sredstava, potencijala.
- institucionalizirano nasilje – nepravedan, neodgovarajući i neprimjeren odgovor državnih i društvenih tijela, odnosno izostanak bilo kakvog odgovora.
- seksualna eksploatacija - seksualno iskorištavanje radi ostvarivanja sticanje seksualnog zadovoljenja, financijske dobiti ili napredovanja zlouporabom seksualnosti druge osobe, pri čemu joj se uskraćuju njezina ljudska prava (pravo glasa, dostojanstvo, jednakost, autonomija, psihičko i tjelesno zdravlje te pravo na život bez nasilja).

## Pogrdni, uvredljivi i općenito neprimjereni izrazi
Kao i u drugim jezicima, i u hrvatskom jeziku postoje pogrdni pojmovi kojima se iskazuje mržnja prema LGBTIQ osobama ili se takve osobe izlaže ruglu. Ponekad je njihova uporaba posljedica neznanja, nerazumijevanja i straha. Neki od tih pojmova su: "peder", "pederko", "pederčina", "pešo", "lezba", "lezbača", "homo", "homi", "homić", "kraljica (teatra)", "ona-on", "on-ona", "dajguz", "đukica", "tranzić", "tranzi", "topli brat" itd. Takvi pojmovi neprihvatljivi su u osobnoj komunikaciji, a posebice u javnom govoru, medijima i sl. 
Budući da je znanstvena zajednica još sedamdesetih godina 20. stoljeća odbacila klasifikaciju homoseksualnosti kao psihološkog poremećaja, suvremena uporaba navedenih pojmova isključivo može služiti prikazu lezbijki i gej muškaraca kao manje čovječnih, mentalno bolesnih ili opasnih osoba za društvo. Posebice je opasno izjednačavanje homoseksualnosti s pedofilijom čime se želi sugerirati da su lezbijke i gej muškarci prijetnja za društvo, posebice za djecu, unatoč tome što znanstvene studije dokazuju da najveći broj pedofila ne osjeća nikakvu spolnu privlačnost prema punoljetnim muškarcima.
Kada se govori o istospolnoj orijentaciji potrebno je izbjegavati pojam "homoseksualizam". Njegova uporaba uvrjedljiva je za osobe homoseksualne orijentacije jer aludira na poremećaj. Ispravan pojam je homoseksualnost ili istospolna orijentacija. 
Izraz "gej životni stil" netočan je jer ne postoji jedinstveni lezbijski ili gej životni stil (kao što uostalom ne postoji ni "heteroseksualni životni stil"). Njime se stigmatizira i omalovažava lezbijke i gej muškarce te sugerira kako je njihova seksualna orijentacija njihov izbor.
Pojmovi kao što su "promjena spola", "pred-operativno" i "post-operativno" uvrjedljivi su za transseksualne osobe koje su odlučile uskladiti svoj biološki spol s rodnim identitetom. Ispravan naziv za proces kroz koji prolaze transseksualne osobe jest tranzicija.
Ujedno je potrebno izbjegavati pojmove "priznati homoseksualac" ili "deklarirani homoseksualkac" za homoseksualnu odnosno biseksualnu osobu koja ne skriva svoju seksualnu orijentaciju. Takvim se pojmovima naime sugerira da je biti lezbijka ili gej muškarac sramotno. Umjesto navedenih pojmova primjerenije je rabiti izraz "osoba koja je otvoreno lezbijka ili otvoreno gej".
Engleske riječi "gay" i "straight" se pri titlovanju filmova i serija još ponekad prevode neprimjerenim terminima "homić" (gay) odnosno, čak, "normalan" (straight). Budući da je "gay" oznaka seksualnog identiteta, ne prevodi se, nego se piše "gay" ili "gej". Jednako tako, "straight" je oznaka seksualnog identiteta heteroseksualnih osoba.
Ponekad se pri raspravama o ostvarenju prava LGBTIQ osoba iznose tvrdnje da se radi o "posebnim pravima". Naime, protivnici izjednačavanja ljudskih prava LGBTIQ i heteroseksualnih osoba "posebnim pravima" smatraju priznavanje lezbijskim i gej osobama istih prava koja uživaju heteroseksualne osobe. To u praksi znači protivljenje izjednačavanju prava na stupanje u brak homoseksualnih i heteroseksualnih osoba, opiranje uvođenju anti-diskriminacijskog zakonodavstva, svrstavanju nasilja nad osobama zbog njihove seksualne orijentacije u zločine iz mržnje ili usvajanju djece od strane lezbijki i gej muškaraca.

## Gej i lezbijski pokret u Sjedinjenim državama
██ istospolni brakovi legalni1
██ legalne zajednice koje daju prava slična pravima bračnih drugova1
██ zakonom dana ograničena/pobrojena prava1
██ priznaju se istospolni brakovi sklopljeni drugdje1
██ ne postoji ni specifična zabrana ni priznanje istospolnih brakova ili zajednica
██ statutom zabranjeni istospolni brakovi
██ ustavom zabranjeni istospolni brakovi2
██ ustavom zabranjeni istospolni brakovi i neke ili sve ostale vrste istospolnih zajednica
Prva službena „Povorka ponosa“ („Pride March“) organizirana je godinu dana nakon policijske racije u Stonewall Innu i prvih prosvjeda održanih (1969.). U većini američkih saveznih država na snazi su bili tzv. „zakoni o sodomiji“ (eng. „sodomy laws“) kojima su bili obuhvaćeni različiti oblici „netipičnih" seksualnih odnosa, uključujući homoseksualne odnose. TI su se zakoni primijenjivali i nakon što je Američko udruženje psihologa (APA) 1973. zaključilo da homoseksualnost nije psihološki poremećaj. Posebno ekstreman slučaj predstavlja Florida u kojoj su, primjerice, takvi zakoni ukinuti tek 2003. nakon intervencije Vrhovnog suda SAD-a.
Krajem sedamdesetih godina prošlog stoljeća općenito jača aktivizam usmjeren protiv prava LGBTIQ osoba. Američka pjevačica Anita Bryant pokreće na Floridi kampanju „Spasite nam djecu“ s ciljem stavljanja izvan snage donesenog zakonodavstva o zabrani diskriminacije LGBTIQ osoba pri zapošljavanju. Njezina kampanja isprva bilježi uspjehe zahvaljujući i potpori određenih krugova Republikanske stranke te konzervativnih aktivista poput Jerrryja Falwella Sr. Istodobno kalifornijski senator John Biggs pokreće referendumsku inicijativu kojom se lezbijkama i gejevima želi zabraniti rad u javnim školama. Protivljenje inicijativi izražavaju brojni tadašnji američki političari kao što su Ronald Reagan, Jerry Brown, Gerald Ford te tadašnji predsjednik SAD-a Jimmy Carter, a oko četvrt milijuna ljudi prosvjeduje protiv nje u San Franciscu. Naposljetku, inicijativa doživljava poraz 1978. jer gotovo 60 posto izašlih kalifornijskih birača glasuje protiv nje. 
U istom razdoblju dolazi do nasilja te u San Franciscu kalifornijski političar Dan White hitcima iz pištolja ubija gradonačelnika Georgea Mosconea te političara i gradskog vijećnika Harveyja Milka. Oboje žrtve borci su za prava LGBT osoba, pri čemu je Milk i sam homoseksualac. Njihov ubojica, White, biva potom osuđen tek za ubojstvo iz nehata te u zatvoru ostaje samo pet godina. 
Krajem 1980-ih odnosno početkom 1990-ih masovno se otvaraju gej (i lezbijski) barovi, restorani, crkve, sinagoge, radio postaje, saune, razna društva, a potom i gej komercijalne televizije. Nastaju prve „gej četvrti“ (eng. „gay neighbourhoods“). Radi se o novom pristupu spolnom i rodnom identitetu kao zasebnom etnosu, odnosno gej identitetu.
Demokrat Bill Clinton kao novi predsjednik SAD-a 1993. uvodi tzv. politiku "Don't ask, don't tell" kojom se homoseksualcima omogućuje da služe u američkoj vojsci pod uvjetom da u vojnom kontekstu ne otkriju svoju homoseksualnost. Istodobno se ostalom vojnom osoblju zabranjuje postavljanje bilo kakvih pitanja kojima bi cilj bio otkrivanje spolne orijentacije vojnika. 
Iako još nisu postojale zakonski regulirane istospolne zajednice, partneri/ce su već devedesetih u SAD-u posvajali djecu. U većini slučajeva to su bila Afroamerička ili Latinoamerička i/ili HIV+ djeca. Pravo na skapanje braka ili posebnu antidiskriminacijsku zakonsku zaštitu pojedine države SAD-a počele su regulirati tek nakon drugog velikog vala masovnih demonstracija 1998. g., kada je u Laramieu (država Wyoming) ubijen 22-godišnji Matthew Shepard. Smrt Sheparda, čijem je sprovodu prisustvovao i tadašnji predsjednik Clinton, potakla je pravnu reformu u SAD-u, zbog kojeg su sve države odlukom Vrhovnog suda Sjedinjenih država ukinule takozvane „sodomy laws“, dekriminalizirale homoseksualnost i uvele posebne antidiskriminacijske odredbe. Danas je Mathew Shepard sinonim za homofobiju u Sjedinjenim državama.

## Gej i lezbijski pokret u Velikoj Britaniji i Sjevernoj Irskoj
U Engleskoj i Wallesu homoseksualnost je dekriminalizirana 1967. g., promjenom Zakona o seksualnim deliktima, a dotad se kažnjavala doživotnom robijom.
Gay Liberation Front, organizacija koja je djelovala i u SAD-u i Velikoj Britaniji, organizirao je prvu britansku i europsku gej demonstraciju u londonskoj četvrti Highbury Fields, u kojoj je sudjelovalo 80 članova GLF-a. Prosvjednici su demonstrirali zbog nejednakog zakonskog određenja minimalne dobi za stupanje u seksualne odnose koja je iznosila 21 godinu. Godinu dana kasnije GLF je u londonskom Kennsington Town Hallu organizirao prvi gej domjenak s ciljem da okupi gej i lezbijsku zajednicu i dobije podršku za svoje akcije.
Inicijativa Lorda Arrana 1977. g. da se minimalno godište za dobrovoljno stupanje u seksualne odnose smanji na 18 godina ne uspijeva u Domu Lordova, koji zaključuje da takva rasprava potiče „kvarenje javnog morala“. Homoseksualnost ostaje jedino legalna u Engleskoj i Wallesu pod uvjetom da oba partnera imaju 21 godinu ili više. Inicijativom Robina Cooka, ministra vanjskih poslova iz kabineta Margaret Thatcher, 1980. g. je muška homoseksualnost legalizirana u Škotskoj, a tadašnja Europska zajednica izjavljuje da je britanska vlada kriva za kršenje Europske konvencije o zaštiti ljudskih prava odbacujući da dekriminalizira homoseksualnost u Sjevernoj Irskoj. To se dogodilo tek dvije godine kasnije.
Zbog velike vladine opresije po pitanju prava homoseksualnih osoba, javna televizija BBC sve je češće emitirala i producirala emisije, filmove i serije gej i lezbijske tematike. Počeli su se tiskati časopisi poput Gay Times-a (u početku pod imenom Gay News), a 1980. g. otvorena je i prva europska gej diskoteka „Heaven“. Na britanskoj glazbenoj sceni mnogi glazbeni sastavi poput Culture Cluba, Frankie Goes To Hollywood, Bronski Beat pokrenuli su val homoerotičnih pjesama seksualno eksplicitnih stihova i videospotova.
Na Pride skupu 1986. g. u Londonu okupilo se preko 10.000 ljudi, demonstrirajući protiv vladine konzervativne i antisocijalne politike i vrlo loše anti-Hiv/AIDS kampanje. U sljedećih godinu dana podijeljeno je preko milijun letaka o HIV/AIDS-u. Kako bi vlada spriječila “divlje promicanje homoseksualnosti lokalnih vlasti”, usvojena je zloglasna Klauzula 28. Istog dana, skupina lezbijki iz brojnih organizacija upada u Dom lordova, prosvjedujući protiv Klauzule 28 za vrijeme emitiranja podnevnog dnevnika BBC-a. Potporu su im dale brojne demonstracije diljem Londona, Manchestera, Amsterdama i New Yorka, a i norveško Ministarstvo vanjskih poslova uputilo je britanskoj vlasti služenu notu protesta. Unatoč svim nastojanjima, ministru Michael Howardu je pošlo za rukom ubaciti klauzulu u zakon, te se od tada onemogućilo nastavnicima u školama predavati o seksualnim pravima i opasnostima od HIV/AIDS-a.
Političkim promjenama u Britanskoj vladi i odlaskom Margareth Tacher napokon dolazi do promjena. Godine 1994. sniženo je minimalno godište za stupanje u seksualne odnose za homoseksualce, koje ipak nije izjednačeno s onim kod heteroseksualaca, ali je spušteno na 18 godina. Nezadovoljni aktivisti i građani prosvjedovali su pred Parlamentom. Iste godine je započeo sudski proces nekolicine mladih vojnika koji su tužili Veliku Britaniju jer im je onemogućeno služenje vojnog roka. Sudski proces je izgubljen pred Vrhovnim sudom.
Značajnije promjene dogodile su se u Velikoj Britaniji tek na prijelazu stoljeća: 2000. g. napokon je izjednačena minimalna dob za stupanje u seksualne odnose; 2003. g. Zakonom o radu zabranjena je sva diskriminacija na temelju seksualne orijentacije u obrazovanju (uključujući dakle i mogućnost služenja vojnog roka), a godinu dana ranije priznato je pravo transseksualnih osoba na (heteroseksualni) brak i posvajanje djece.
Dana 18. studenog 2004. godine Velika Britanija donosi Zakon o registriranom partnerstvu (Civil Partnership Act). Iako je već u prvom tjednu sklopljeno više tisuća (gej i lezbijskih) partnerstava, većna LGBTIQ grupa su nezadovoljni setom prava i imenom zajednice (OutRage!, Youth Queer Alliance), te posebno Peter Tatchell (nekad prva osoba OutRagea!, bivši kandidat Laburista u Bermondseyu, bivši novinar, bivši kandidat Zelene stranke, antiklerikalni i radikalni aktivist za ljudska prava koji je pokušao sprovesti građansko uhićenje zimbabveanskog predsjednika Roberta Mugabea), koji je taj „separacijski zakon“ u kojem sam sistem razdvaja gej/lezbijska partnerstva od heteroseksualnih, uspoređuje s apartheidom.

## Gej i lezbijski pokret u Hrvatskoj i bivšoj Jugoslaviji
Prve gej i lezbijske organizacije u socijalističkoj Jugoslaviji, ili bolje rečeno inicijative pojavljuju tek valom liberalizacije u drugoj polovini osamdesetih godina XX. st., a život gejeva i lezbijki prije tog vremena veoma teško se može doživiti; posredno – kroz rijetka literalna djela i pokoje istinite memoare. Za razdoblje prije toga u „Enciklopediji gay i lezbijske povijesti i kultura“ spominju se fašistički i nacistički progoni homoseksualaca prije i za vrijeme Drugog svjetskog rata, no na području tzv. „Nezavisne Države Hrvatske“ ne postoji ništa dokumentirano. Čak nije postojala niti zakonska regulativa tzv. „NDH“ koja bi bila eksplicitno usmjerena protiv ljudskih i građanskih prava gej osoba, međutim u djelu Ilije Jakovljevića „Konclogor na Savi“, autor spominje da je u zatvoru u Zagrebu na Trgu N16 susreo „ljubitelja muškog tijela“. Jakovljević je proveo mjesece u logoru Stara Gradiška kao pristalica Hrvatske seljačke stranke a „Konclogor na Savi“ je njegov rukopis o vremenu provedenom u logoru. Jakovljević ne spominje ime i prezime tog čovjeka, niti zašto se on našao u zatvoru, no čini se mogućim, s obzirom na to da se Jakovljević referira isključivo na seksualnu orijentaciju zatvorenika, da je zatvoren zbog svoje seksualnosti.
U vrijeme postojanja socijalističke Jugoslavije postoji zabrana homoseksualnog odnosa u svih šest jugoslavenskih republika. Homoseksualni čin, i to samo muški homoseksualni odnos (lezbijski se seks ne gleda kao seksualni čin već kao izjednačena bludna radnja – tretira se „samo“ kao prekršaj), po tom Krivičnom zakonu SFRJ, članak 186. stavak 2., kažnjavao se zatvorom u trajanju od jedne godine. Nigdje nema poznatog primjera primjene ovog zakona, što ne isključuje mogućnost maltretiranja, diskriminacije i progona od strane vlasti. Također važno je spomenuti da je za bilo kojeg geja ili lezbijku posve onemogućeno da budu članovi Partije. Evo što o tome piše Milovan Đilas:
Zakonski položaj gejeva i lezbijki se promijenio sredinom sedamdesetih godina XX.st., nakon ustavnih promjena iz 1974.godine. Reformom zakonodavstva i prenosom ovlasti federalnog vrha na republičke i pokrajinske, ukinut je zajednički krivični zakon. Slovenija je prva vodila rasprave o tom seksualnom činu, te je 1974. profesor prava na Sveučilištu u Ljubljani, Ljubo Bavcon, ispred Komisije za donošenje krivičnog zakona SR Slovenije, pozvao na dekriminalizaciju homoseksualnosti. Tako je i SR Hrvatska novim Krivičnim zakonom SR Hrvatske, koji stupa na snagu 1977. dekriminalizirala homoseksualni odnos suglasnih odraslih muškaraca. To su iste godine, uz Hrvatsku i Sloveniju, učinile i Vojvodina te SR Crna Gora. Srbija je dekriminalizirala homoseksualnost tek 1994.g., Makedonija 1997. (s time da se 1995. pokušala donijeti zabrana da homoseksualci i alkoholičari postanu odvjetnici), te Bosna i Hercegovina još kasnije, tek 1998., i to u oba entiteta.
Hrvatska liječnička komora i Hrvatsko psihijatrijsko društvo od 1973. homoseksualnost službeno tretiraju kao normalnu varijaciju ljudske seksualnosti. Na zahtjev za stručnim mišljenjem o homoseksualnoj sklonosti, Hrvatska liječnička komora dopisom od 23. listopada 2002., uputila je udrugu Iskorak na prije dano mišljenje predsjednika Hrvatskog psihijatrijskog društva i predstojnika Klinike za psihijatriju na Rebru, u Zagrebu.
Feministički pokret u Hrvatskoj, uz slovenske gej i lezbijske grupe, pridonio je i ohrabrio utemeljenje prve lezbijske grupe u Hrvatskoj – Lila inicijative. Lezbijke – feministkinje iz Hrvatske koje su djelovale i u aktivnostima ŠKUC LL-a, te Ženske grupe Trešnjevka inicirale su drugi „savezni“ susret feministkinja Jugoslavije u Zagrebu kako bi sudionice između ostaloga raspravljale i o lezbijskim pitanjima. Inicijativa je kasno utemeljena i zapravo nikada nije ostvarila niz planiranih projekata (razvijanje i otvorena diskusija o lezbijskim pravima i kulturi, borba protiv homofobije, povećanje lezbijske vidljivosti i međunarodni kontakti). Lila inicijativa, osnovana sredinom 1989. prestala je postojati već u svibnju 1990. zbog nemogućnosti financiranja projekata, te je neposredno nakon prvih višestranačkih izbora, izgubila i prostor za djelovanje u Zagrebu. Jedina osoba koja se spominje i veže uz Lila Inicijativu je Nataša Lalić, tada studentica psihologije, danas psihologinja i suradnica Centra za ženske studije.
U kolovozu 1994. u Zagrebu je osnovana i prva hrvatska gej i lezbijska grupa koja je promovirala interese i prava seksualnih manjina pod imenom LIGMA (lezbijska i gay-men akcija). Vodili su je prvi imenom i prezimenom predstavljeni aktivisti u Hrvatskoj: Andreja Špehar i Amir Hanušić. Aktivnosti te grupe nisu mogle, zbog nepovoljne društveno – političke situacije, uroditi ikakvim rezultatima. Grupa je, uz malo financija i uz logistiku Transnacionalne stranke, radila na svega nekoliko manjih projekata. Pokrenuli su prvi gej časopis Speak out kao podlist časopisa ARKzin, te je održano nekoliko predavanja i radionica o pitanju homoseksualaca i lezbijki u Hrvatskoj. Najveći skup koji je LIGMA okupila, bio je u prostorima KIC-a na temu „Za koga će glasati hrvatski homoseksualci?“ uoči parlamentarnih izbora 1995. LIGMA prestaje postojati 1997.nakon što je zbog verbalnih i fizičkih napada Amir Hanušić zatražio azil u Kanadi, a potom je Andreja Špehar emigrirala u Švedsku.
Godine 1998. u saborsku proceduru dolaze izmjene i dopune Kaznenog zakona. Na prijedlog Vlade, donja granica za stupanje u seksualne odnose izjednačena je i za homoseksualce i heteroseksualce, te iznosi 14 godina.
1998. godine uz pomoć Instituta Otvorenog društva i Ženske mreže Hrvatske formirana je neformalna lezbijska grupa Kontra, koja djeluje u Zagrebu i dan danas, no tek od 2002. kao registrirana udruga. Kontra je tokom godina izgradila najbogatiju knjižnicu (Lezbib) gej, lezbijske, feminističke i queer tematike, a od osnutka djeluje i info-sos telefon za lezbijke.
Inicijativa pod imenom Oskar za okupljanje gej udruge 1998. nije uspjela. Njezin inicijator, Aldin Petrić iz Rijeke, izbačen iz vojske nakon što je povjerio nadređenima da je homoseksualac te zatražio zaštitu od mogućeg zlostavljanja. Petrić je tužio Ministarstvo obrane Republike Hrvatske, te je poslao i otvorena pisma Vladi i Saboru. Za taj čin podršku je dobio i od Hrvatskog helsinškog odbora.
Lezbijska organizacija Rijeka (LORI) osnovana je u listopadu 2000. s namjerom da organizira aktivnosti lezbijki iz riječke regije. Cilj je informirati i senzibilizirati javnost za prihvaćanje homoseksualnih osoba, ukloniti predrasude i homofobiju, ukinuti diskriminaciju na osnovi istospolne orijentacije u društvu te ostvariti stvarnu jednakost pred zakonom. Grupa 2002. kreće u dosad najpoznatiju nacionalnu kampanju za prava homoseksualnih osoba pod imenom „Ljubav je ljubav“ koja uključuje spot i jumbo plakate. Hrvatska televizija odbila je emitirati LORI spot kao neprimjeren. Grupa LORI nastavila je raditi na senzibilizaciji medija i već treću godinu za redom radi analizu pisanih medija o homoseksualnosti.
Prekretnica u cjelokupnom položaju LGBTIQ zajednice desila se organizacijom prvog Zagreb (Gay) Pridea 2002. na kojem je priustvovalo oko 300 ljudi uključujući tadašnjeg ministra unutarnjih poslova, Šimu Lučina, te saborske zastupnike: Furia Radina, Vesnu Pusić i Đurđu Adlešić. Nakon prvog Zagreb Pride-a, Kontra i novoosnovana grupa za prava seksualnih i rodnih manjina – Iskorak, dobile su veliku medijsku pažnju, te potporu u svojem radu od raznih državnih, javnih institucija i međunarodnih institucija.
Zajedničko tijelo Iskoraka i Kontre, poznato pod imenom Pravni tim Iskorak i Kontra radi na izradi zakonskih prijedloga i u suradnji s nadležnim Uredom pravobraniteljice za ravnopravnost spolova, sudjeluje u provedbi nekolicini zakona koji se tiču zaštite i prava seksualnih i rodnih manjina u Republici Hrvatskoj.
Od 2002. godine u Hrvatskoj djeluje nacionalna LGBTT koordinacija koju čine sve udruge koje programski dotiču LGBTI i queer osobe. Od 2004. koordinaciji se pridlužila feministička grupa Ženska soba, čije su područje rada seksualna prava i rodne manjine, seksualno nasilje i ženska seksualnost. Organizacija je na području LGBTIQ posebno aktivna od 2005. Kampanjom za seksualna prava – budućnost ravnopravosti, koja je uključivala radio jingle („Uzmi svoja prava u svoje ruke“) a emitirao se na području cijele Hrvatske. To je ujedno i druga nacionalna kampanja (uz LORI – „Ljubav je ljubav“) koju je neka grupa ostvarila u Hrvatskoj. U studenom, zajedno s organizacijama CESI, Udruženjem Q (Bosna i Hercegovina), DEVE (Srbija), Ženska soba organizira konferenciju: "Transgresija roda", prvom takvog tipa u ovom dijelu Središnje i Jugoistočne Europe, a sudjeluju brojne osobe iz cijelog svijeta koje se bave radom u okviru trans-aktivizma, feminizma i transfeminizma.
16. srpnja 2003. Hrvatski sabor je, na inicijativu Pravnoga tima, izglasao Zakon o istospolnim zajednicama čime je hrvatsko zakonodavstvo po prvi puta u svojoj povijesti priznalo postojanje jedne takve zajednice. Taj zakon donosi samo simbolična prava, pravo na uzajamno uzdržavanje partnera godinu dana nakon raskida zajednice i pravo na podjelu zajednički stečene imovine. Istospolna zajednica mora se dokazati pred sudom, a uvjeti su tri godine zajedničkog života. Iste godine nekoliko amandmana je prihvaćeno te su sljedeći zakoni dobili antidiskriminacijsku odredbu koja se odnosi na seksualne manjine pod terminom "seksualno (ili gdjegdje spolno) opredjeljenje (ili usmjerenje)": Zakon o ravnopravnosti spolova, Zakon o radu, Kazneni zakon (kojeg je Ustavni sud poništio, pa je ponovo u istoj formi izglasan 2004. te opet zahtjeva promjenu u dijelu "rasna i druga diskriminacija", zbog neprimjenjivosti), Zakon o visokom školstvu i znanstvenoj djelatnosti.
Od ljeta 2003, osobe iz područja bivše Jugoslavije, okupljene na seminaru Hrvatskog helsinškog odbora u Božavi, oformile su mrežu organizacija i aktivista i aktivistica - SEEQ kako bi na međunarodnoj i regionalnoj razini usmjerili pozornost na regionalnim i međunarodnim razinama, a od proljeća iste godine održava se festival Queer Zagreb kao i gotovo najveća slična manifestacija u Srednjoj, Istočnoj i Jugoistočnoj Europi. 
Kulturno ulična gej akcija - kugA nastaje kao reakcija na sveprisutnu homofobiju u javnom i medijskom prostoru, bilo da se radi o saborskim zastupnicima i zastupnicima, novinarima i osoba iz akademskog života, a opisuje se kao anarho-queer-feministička akcija protiv svake manipulacije uvijerenjima, stavovima i vjerskim osjećajima građana koji dolaze od strane političkog vrha, Crkve ili drugih moralnih, političkih i „znanstvenih“ autoriteta.
U ožujku 2006. u Zagrebu je registrirana udruga inQueerzicija – Nova gej scena. Cilj udruge je pružiti gej osobama još jedan prostor za upoznavanje, druženje, te izgradnju prijateljstava i veza.

## Zakonske promjene
Sedamdesetih godina XX.st. dolzi do liberalizacije života u Europi i Sjedinjenim Državama. Tu djecu liberalnih revolucija kasnije će, kako su socijalisti i liberalni tada ironično rekli, jednostavno poništiti politika Margareth Tacher i Ronald Reagan i HIV/AIDS histerija.
U Velikoj Britaniji je tek 1967. promijenjen Zakon o seksualnim deliktima, čime je dekriminalizirana homoseksualanost – koja se do tada kažnjavala doživotnom robijom. Međutim, dan danas, neke države članice Commonweltha drže homoseksualnost na listi seksualnih delikata. Liberalizacija života u Čehoslovačkoj, prije sovjetske okupacije 1969., također je uključivala nastanak prvih gej i lezbijskih grupa.
Do početka devedesetih svaki urbaniji dio u Sjevernoj i Južnoj Americi, Europi, Australiji i Novom Zelandu te Južnoafričkoj Republici i Istočnoj Aziji imao je svoju gej i/ili lezbijsku organizaciju.
Godine 1978. osnovana je Međunarodna lezbijska i gej udruga (International Lesbian and Gay Association, ILGA) koja danas okuplja stotine organizacija iz preko 90 zemalja svijeta i djeluje područno na svim kontinentima. Sve hrvatske grupe koje su uključene u hrvatski LGBTIQ pokret od 2003. članice su ILGA-e.
Danas u svijetu sedam država kažnjava homoseksualnost smrću (UAE, Iran, Mauretanija, Nigerija, Sudan, Saudijska Arabija, Jemen), a više od deset godina kazne zatvorom (ili robijom) za homoseksualni odnos može se dobiti u 24 država svijeta. Homoseksualnost je još uvijek kriminalizirana u većini arapskih i afričkih zemalja, no sve se rjeđe dosuđuju zatvorske kazne ispod deset godina, dok neke zemlje primjenjuju, po običajnom pravu ili šerijatskim zakonima, i kaznu bičevanjem, šibanjem ili sakaćenjem.
Potpunu ravnopravnost i jednakost pred zakonom i jednak tretman od države, što, u biti, znači priznavanje svih prava iz tradicionalnog braka braka istospolnim bračnim partnerima/cama, imaju osobe istospolne orijentacije u Nizozemskoj (od 2000.), Belgiji (od 2003.), Španjolskoj i Kanadi (od 2005.). Uz navedene zemlje, američka savezna država Massachusetts od 2004. priznaje pravo na sklapanje istospolnog braka, a zabrana sklapanja istog intervencijom Vrhovnog suda 2005. ukinuta je u državama California (nakon tužbe 4000 vjenčanih parova u San Franciscu 2004.) i New York. Isti proces trenutno se vodi u državama Connecticut, Oregon, New Jersey, Washington i Maryland.
Južnoafrička Republika odlukom Ustavnog suda 2005. zhvaljujući ustavnoj zaštiti po osnovi seksualne orijentacije, institucija braka je proglašena diskriminirajućom za istospolne neregistirane kohabitacije. Odluka o braku kao zajednici dviju osoba stupila je na snagu 2.12. 2006. godine.

#### Zakonske promjene uHrvatskoj
Homoseksualnost je dekriminalizirana 1977. godine prenošenjem jugoslavenskog Krivičnog zakona na nivo federalnih jedinica, kada su uz Hrvatsku, mušku homoseksualnost dekriminalizirale još i Slovenija, Crna Gora i Vojvodina. 1998. godine, donja granica za stupanje u seksualne odnose izjednačena je i za homoseksualce i heteroseksualce, te iznosi 14 godina. Gej muškarcima nije zabranjeno služiti vojsku
Hrvatski sabor je od 2003. godine usvojio nekoliko amandmana koje su predložile LGBTIQ grupe (Pravni tim Iskoraka i Kontre) koji se tiču uvođenja antidiskriminacijskih odredbi. Do sada antidiskriminacijsku odredbu (koja se tiče diskriminacije s obzirom na seksualnu orijentaciju - koja se spominje pod različitim terminima) imaju sljedeći zakoni:
- Zakon o ravnopravnosti spolova - zabranjuje se diskriminacija na temelju bračnog ili obiteljskog statusa i spolne orijentacije, kao i svako javno prikazivanje žene i muškarca na uvrijedljiv, omalovažavajuć ili ponižavajuć način s obzirom na spol i spolnu orijentaciju, u ovom zakonu je također uključeno i seksualno uznemiravanje ili ucjenjivanje.
- Zakon o radu - zabranjuje se neizravna i izravna diskriminacija osoba koje traže zaposlenje i osobe koje se zaposli na temelju spolnog opredjeljenja
- Kazneni zakon - uključujući stavak pod "rasna i druga diskriminacija", kao i definicija "zločina iz mržnje
- Zakon o visokom školstvu i znanstvenoj djelatnosti - jamči se ravnopravnost svih pistupnika na sveučilište, veleučilište ili visoku školu, bez obzira na seksualnu orijentaciju.
- Zakon o elektroničkim medijima - uključeno pod programske zabrane kod širenja i poticanja netrpeljivosti, mržnje i s obzirom na seksualna određenja ili osobina
- Zakon o HRT-u - uključeno pod programske zabrane kod širenja i poticanja netrpeljivosti, mržnje, diskriminacije i neprijateljstva s obzirom na seksualna određenja ili osobina

Istospolna zajednica je institucionalizirana Zakonom o istospolnim zajednicama. Zakon donosi pravo na uzajamno uzdržavanje partnera godinu dana nakon raskida zajednice i pravo na podjelu zajednički stečene imovine. Istospolna zajednica mora se dokazati pred sudom, a uvjeti su tri godine zajedničkog života. Zakon također zabranjuje diskriminacija, izravnu i neizravnu na osnovi istospolne zajednice kao i činjenice homoseksualne orijentacije.

#### Pravna i državna diskriminacija gejeva, lezbijki i biseksualnih osoba u Hrvatskoj
Hrvatski Obiteljski zakon uskraćuje pravo na brak osobama istog spola kao i na neke povlastice koje iz njega prolaze a nisu moguće preko Zakona o istospolnim zajednicama:
- Registracija zajednice, kojom se ukida vrlo nezgodan i dug proces dokazivanja zajednice pred sudom
- Nasljedstvo - partneru istospolnoj zajednici, nakon smrti partnera nasljeđuje samo polovinu imovine ("pravo na stjecanje zajedničke imovine"), dok drugu polovinu nasljeđuju pravni nasljednici. Zajedniča imovina nije ona koja je postojala do trenutka kada su osobe počele živjeti zajedno, kao i ona koja je stečena tijekom istospolne zajednice nasljeđivanjem ili darovanjem. To se jedino može izbjeći ako postoji oporuka preminule osobe ili ako je potpisan ugovor da se u slučaju smrti jednog partnera sva imovina preminule osobe daje partneru.
- Porezne olakšice nisu dostupne istospolnim parovima, a kreditne garancije ovise o politici banke.
- Istospolna zajednica nema pravo na posvajanje djece.
- Ako je partner strani državljanin on nema pravo stjecanja hrvatskog državljanstva. S druge strane, ako partner dobije radnu dozvolu u neku stranu zemlju koja priznaje istosponi brak ili registrirano partnerstvo, osobe iz hrvatske istospolne zajednice mogu biti tretirane kao civilna unija ili brak. To se odnosi na boravišnu ili radnu dozvolu partnera koja se prenosi na partnera.
- Odlučivanje u hitnim medicinskim slučajevima - Zakon o zaštiti pacijenata pravo na donošenje odluka u hitnim medicinskim slučajevima diskriminira istospolnu zajednicu i dozvoljava takve odluke isključivo članovima uže obitelji i bračnim partnerima. Također, to se odnosi i na posjete u onim bolničkim odjelima gdje je ulaz dozvoljen samo članovima uže obitelji ili bračnim partnerima.

Hrvatski zavod za transfuzijsku medicinu ne dozvoljava muškarcima koji su imali seks s muškarcima donaciju krvi, dok su zlouporaba drogâ i HIV infekcije na posebno stavljeni kao razlog za odbijanje.

#### SlučajAustrija
Nakon što je transrodna osoba dobila odbijenicu od strane MUPa oko promjene podataka o svom spolu u rodnom listu, osobnoj iskasnici te putovnici, započeo je spor pred Ustavnim sudom.
Ustavni sud Austrije je 5.7.2006. dozvolio transseksualnoj ženi promjenu podataka o svom spolu u dokumentima kao i ostanak u braku sa svojom suprugom koju je oženila dok je bila muškarac. Supružnice su odlučile ostati u braku te što je de facto slučaj prvog istospolnog braka u Austriji. Imena supružnica za javnost ostala su tajna.
Vlada, koja je nedavno prije toga odbila proširenja prava istospolih zajednica, kaže da proučava presudu koja je ovime posve otvorila pitanje oko definicije braka. Ovom presudom ustavnog suda u Austiji je presedan u svijetu i ujedno prvi austrijski istospolni brak. Austrija od 2003. godine priznaje istospolnoj zajednici jednaka prava kao i izvanbračnoj heteroseksualnoj zajednici, nakon spora Karner vs Austrija pred Europskim sudom za ljudska prava.

#### Registrirano partnerstvo imaju sljedeće države svijeta
| Homoseksualnost legalna ██ istospolni brak ██ drugi tipovi partnerstva (ili neregistrirane kohabitacije) ██ brakovi sklopljeni drugdje su priznati, ali se ne mogu sklapati ██ istospolne zajednice nisu priznate | Homoseksualnost ilegalna ██ minimalna kazna ██ teška kazna ██ moguć doživotni zatvor ██ moguća smrtna kazna |

- Danska (1989.) - partneri imaju pravo međusobno posvojiti samo vlastitu djecu, ostala prava su kao iz bračne zajednice, također jedan partner može posvojiti dijete koje nije njegovo/njezino.
- Norveška (1993.)
- Švedska (1994.) – sva prava iz bračne zajednice
- Island (1996.) – sva prava iz bračne zajednice osim pravo na posvajanje djece izvan Islanda
- Nizozemska (1998.) – sva prava iz bračne zajednice osim u slučaju da partner ili partnerica žene koja rađa ima prava i obveze prema djetetu
- Francuska (1999.) – nema zajedničkog skrbništva nad partnerovom djecom, niti zajednička posvajanja
- Njemačka (2000.) – gotovo sva prava iz bračne zajednice osim zajedničkog posvajanja djece
- Finska (2001.) – sva prava iz bračne zajednice
- Luksemburg (2004.)
- Švicarska (2004.)- partneri nemaju pravo na uzimanje prezimena, posvajanje djece, zajedničkog skrbništva i umjetna oplodnja lezbijki
- Velika Britanija (2005.) – sva prava iz bračne zajednice
- Andora (2005.)
- Slovenija (2005.) – samo su regulirana odnosna prava
- Češka (2006.)- nema prava na preuzimanje prezimena, nešto manji set prava nego u zapadnim državama EU
- Španjolska – 7 od 12 država: Katalonija, Aragon, Madrid, Navarra, Valencija, Baleari, Andaluzija, Asturia, Baskija, Kanari, Kantabrija, Extremadura
- SAD – samo Vermont i Connecticut
- Australija – samo Tasmanija
- Novi Zeland
- Argentina – samo Buenos Aires i Rio Negro
- Falklandski otoci
- Brazil – samo Rio Grande de Sul
- Italija – civilna unija se priznaje samo u sljedećim regijama: Toscana, Umbria, Emilia-Romagna, Campania, Marche, Veneto, Puglia, Lacij i Liguria

Registrirano partnerstvo odbijeno ili u raspravi: Hrvatska, Lihtenštajn, Francuska (promjene i dopune), Aruba (kao nizozemski protektorat mora prihvatiti Zakon o braku, vlasti odbijaju, tužba vrhovnom sudu), Australija (na federalnom nivou), Kina (još uvijek postoji zabrana istospolnih brakova iz 2003., no 2004. predložen je Zakon o istospolnim zajednicama), Estonija (u proceduri), Latvija (2005. ustavom zabranjuje istospolne zajednice), Litva (u proceduri od prosinca 2005.), Rumunjska, Portugal (7.000 potpisa za peticiju koju su organizirale dvije lezbijke nakon što im je odbijeno pravo da registiraju zajednicu, tuže državu Ustavnom sudu).

#### Neformalu kohabitaciju/neregistiranu zajednicu
- Australija (u svim zemljama osim Južne Australije i Victorije)
- SAD (Washington DC, New Jersey, California, Maine)
- Velika Britanija
- Francuska
- Izrael
- Južnoafrička Republika
- Španjolska
- Nizozemska (1979.)
- Švedska (1988.)
- Mađarska (1996.)
- Portugal (2001.)
- Austrija (2003.)

## Različiti oblici uređenih zajednica
██ Istospolni brakovi
██ Građanske zajednice
██ Ograničeno priznanje za državljane (kohabitacija)
██ Ograničeno priznanje za strane državljane (pravo na boravak)
██ Nema priznanja istospolnih zajednica
██ Ustavom zabranjen istospolni brak
- Brak - tradicionalna zajednica dviju osoba, najčešće muškaraca i žena, koji se može sklopiti s državom i/ili religijskom zajednicom. Svega Nizozemska (2001.), Belgija (2003.), Španjolska (2005.), Kanada (2005.), Massachusetts (2004.) i Južnoafrička Republika (2006) priznaju status braka istospolnoj zajednici. Izrael (2006.) priznaje istospolni brak od studenog 2006. godine. Trenutno se priznaje samo istospolni brak koji je sklopljen u inozemstvu, a takva odluka je donesen neosporivom odlukom Vrhovnog suda. Parlament treba još usvojiti i "domaći" zakon.

Proces i lobiranje za bračni status trenutno u svijetu vodi se uglavnom u zemljama koje imaju uređene istospolne zajednice na neki od načina: Australija, Austrija (Ustavni sud priznao transseksualki "status žene" i dotadašnji brak sa suprugom), Francuska, Irska, Novi Zeland, Portugal (lezbijski par tuži državu zbog odbijanja registracije), a Švedska i Ujedinjeno Kraljevstvo, bez obzira na to što istospolna partnerstva omogućuju identična prava kao i bražna zajednica, traže pravo i na jednaku simboličku moć.
Lobiranje za promjenu definicije braka traži se i u ovim državama: Latvija (zemlja koja ima ustavnu odredbu koja onemogućava sklapanje braka između osoba istog spola), Litva, Rumunjska, Kina, Estonija i Aruba (ne priznaje nizozemsku odluku o braku iz 2001 godine i trenutno se vodi spor pred Vrhovnim sudom u Haagu)
- Civilna unija (često se spminje i kao PACS  - Pacte civil de solidarité) - je pravni partnerski ugovor između dviju osoba. Civilna partnerstva su alternativna rješenja braku i omogućavaju uglavnom ista prava iz bračnih zajednica. Neke progresivne političke struje, najviše u Italiji (Radikalna stranka), Švedskoj (Feministička stranka) zalažu se da jedini oblik zajednice koji država treba priznati jest civilna unija, a da se brak tretira isključivo kao tradicionalna i religijska zajednica kojoj se prava tek mogu dodijeliti stupanjem i u civilnu uniju kao zajednici dviju osoba. U Ujedinjenom Kraljevstvu civilna unija, primjerice, dozvoljava se samo istospolnoj zajednici.

- Registrirano partnerstvo - je jedan od nekoliko naziva za vrstu civilne unije koji je sličan braku, ali se razlikuje od braka uglavnom po setu bračnih prava. Registirano partnerstvo uvodi se isključivo kao način da istospolne zajednice dođu do nekih (ili svih) bračnih prava, od priznavanja (registracije), do ostalih pravnih i socijalnih uživanja. Termin se uvodi i najčešće nalazi u nazivima za Skandinavske istospoln) zajednice. Većina registiranih partnerstava dozvoljavaju sva bračna prava istospolnim zajednicama osim posvajanja djece, iznimka su jedino Island, a u Norverškoj se mogu posvojiti samo partnerovca djeca. Hrvatske su grupe Kontra i Iskorak predložile Saboru Zakon o registiranom partnerstvu, koji je odbijen saborskom većinom u prvoj polovini 2006. godine. Iako naziv prijedloga je sadržavao "registirano partnerstvo", radilo se o prijedlogu za civilnu uniju, jer je prijedlog sadržavao registraciju i heteroseksualnih zajednica. Taj prijedlog zakona nije uključivao pitanje djece, osim prava na posvajanje patnerovih/partneričinih.

- Zajedničko domaćinstvo (neformalna kohabitacija, izvanbračna zajednica) - je pravno reguliranje osobnih odnosa dviju osoba koje žive zajedno. Gotovo većina (sekularnih) država ima na neki način uređen odnos za izvanbračnu zajednicu kojoj se dodjeljuju neka bračna prava. Takve zajednice nisu registirane te se u slučaju nekog spora ili traženja moraju dokazati pred sudom. Za istospolne zajednice mogućnost uživanja istog statusa kao i izvanbračna zajednica prva je uvela Nizozemska još 1979. godine, što je deset godina prije nego što je Danska postala prva zemlja na svijetu koja je registirala istospolnu zajednicu i priznala joj status civilne unije. Hrvatska je regulirala "izvanbračne" odnose u istospolnoj zajednici 2003. godine Zakonom o istospolnim zajednicama.[3]

## Posvajanje djece
██ legalno i zajedničko usvajanje od strane oba roditelja i usvajanje od strane maćehe/očuha
██ legalno usvajanje od strane maćehe/očuha
██ nepoznato/nejasno
Popis država i teritorija u kojima je de iure dopušteno gej i lezbijskim parovima posvajati djecu:
Hrvatska, Švedska, Nizozemska, Andora, Španjolska, Kanada, Ujedinjeno Kraljevstvo (osim Sjeverne Irske), Južnoafrička Republika, Belgija, pojedini dijelovi SAD-a (Kalifornija, Massachusetts, New Jersey, New Mexico, New York, Ohio, Vermont, Washington (savezna država), Wisconsin i Washington, D.C. ), i pojedni dijelovi Australije (Teritorij Australskog glavnog grada i Zapadna Australija).
Treba reći da gejevi i lezbijske kao pojedinci mogu pokušati posvojiti djecu u cijelom nizu zemalja. N.pr. u manjem broju zemelja Europe (jer ih većina zahtijeva bračni status posvojitelja) i gotovo cijelom SAD-u (osim Utaha, Floride, Mississippija, Oklahome i Colorada).

## Države u kojima je homoseksualno ponašanje kažnjivo
Alžir, Angola, Barbados (doživotna), Belize, Benin, Bocvana, Čad, Džibuti, Eritreja, Esvatini, Etiopija, Gambija, Gana, Gvineja, Indija (ne primjenjuje se), Kamerun, Kenija, Komori, Lesoto, Libanon (uglavnom se ne primjenjuje), Liberija, Libija, Malavi, Maroko, Mauretanija (smrtna kazna), Mauricijus, Mozambik, Namibija, Nigerija (pojedina područja smrtna i za žene i muškarce, inače do 14 godina samo za muškarce), Senegal, Sejšeli, Sijera Leone (doživotna), Somalija, Sudan (od 5 godina minimalno do smrtne), Sveti Toma i Princip, Tanzanija (doživotna), Togo, Tunis, Uganda (moguća doživotna kazna), Zambija, Zimbabve, Grenada, Jamajka, Nikaragva, Sveti Kristofor i Nevis, Sveta Lucija, Sveti Vincent i Grenadini, Trinidad i Tobago, Cookovi otoci, Fiji, Kiribati, Maldivi, Maršalovi otoci, Niue, Palau, Papua Nova Gvineja, Solomonski otoci, Samoa, Tokelau, Tonga, Tuvalu, Gvajana (doživotna), Afganistan, Bahrain, Bangladeš (doživotna), Butan, Brunej, Iran (smrtna), Kuvajt, Malezija, Mianmar/Burma (doživotna), Nepal, Oman, Pakistan (doživotna), Katar, Saudijska Arabija (smrtna), Singapur (ne prijmjenjuje se; doživotna), Šri Lanka, Sirija, Turkmenistan, UAE (smrtna), Uzbekistan (samo za analni seks, do 3 godine), Jemen (smrtna).
U Egiptu homoseksualnost de iurenije ilegalna, ali se često homoseksualni odnos kažnjava kao "vrijeđanje religije", za što se dobiva kazna do 20 godina prisilnog rada. 2004. jedan je sedamnaestogodišnji student dobio 17 godina zatvora zbog postavljanja profila na gej webu.

## Suvremene kritike LGBTIQ aktivizma
Mnoge teze LGBTIQ pokreta nailaze na ozbiljna protivljenja u raznim segmentima društva. Osobito, gotovo sve vjerske tradicije odbacuju "alternativne seksualne prakse" kao moralno neprihvatljive. Izvan kruga zemalja koje su geopolitički i kulturalno okupljene oko SAD, LGBTIQ aktivizam je tek u začecima, neprihvaćen i od stanovništva i od javnih vlasti - a često i kažnjiv.
Glavni intelektualni i politički koncepti na kojima počiva LGBTIQ aktivizam - koje kritičari nazivaju "rodna ideologija" - izvrgnuti su danas kritici s raznih strana; za sada najtemeljitije iz redova Katoličke crkve.
Među psihijatrima i psihoterapeutima ima takvih koji smatraju jedino heteroseksualne porive normalnima, te su spremni pružiti usluge liječenja (uglavnom usmjerene na smanjivanje seksualne požude, kod mladih ljudi i potpunu reorijentaciju) neheteroseksualnim osobama koje takve usluge psihoterapije slobodno zatraže. Međunarodno najzapaženija stručna asocijacija koja promovira takav pristup LGBTIQ tematici je NARTH ("National Association for Research & Therapy of Homosexuality"), stručno udruženje psihoterapeuta iz SAD koje izdaje vlastiti stručni časopis o liječenju neželjenih istospolnih sklonosti, te objavljuje stručne smjernice za rad psihoterapeuta.

## Reference i izvori
1. ↑  Council, National Research. 1. siječnja 1993. Understanding Child Abuse and Neglect (engleski). ISBN 978-0-309-04889-7
2. ↑  Hrvatski helsinški odbor
3. 1 2  http://www.nn.hr/clanci/sluzbeno/2003/1584.htm
4. ↑  Izvanbračni parovi konačno mogu posvajati djecu. 6. lipnja 2014. Pristupljeno 6. lipnja 2014.
5. ↑  usp. npr. "Osnovi socijalne koncepcije Ruske pravoslavne crkve" (kolovoz 2000.), pogl. XII.9, službene web - stranice RPC. Inačica izvorne stranice arhivirana 9. veljače 2013. Pristupljeno 8. srpnja 2013. journal zahtijeva |journal= (pomoć)
6. ↑  "Nigeria officially passes 'Jail All The Gays' law, J. Morgan za "GAYSTARNEWS" 30.5.2013. Inačica izvorne stranice arhivirana 7. lipnja 2013. Pristupljeno 8. srpnja 2013.
7. ↑  "Russia passes anti-gay-law" AP, prema "The Guardian" 30.6.2013
8. ↑  "Pope critiques 'gender ideology' in year-end address to Roman Curia", CWN 21.12.2012.
9. ↑  "Practice Guidelines for the Treatment of Unwanted Same-Sex Attractions and Behaviors" NARTH, sažetak objavljen na web-u 21.3.2011. Inačica izvorne stranice arhivirana 8. travnja 2013. Pristupljeno 8. srpnja 2013.

- SEEQ mreža terminologija, skupina autora i autorica (2005), www.seequeer.net
- Dean Vuletić "Gay i lezbijska povijest Hrvatske: Od Drugog svjetskog rata do 1990.", Gordogan 1, 2003
- Marko Jurčić, Uvod u Pride (2006), www.gay.hr
- www.lori.hr, www.obitelj-bez-predrasuda.info
- Zapisnik okruglog stola Pravnog tima Iskoraka i Kontre i R. Wintemute-a, Europski dom, Zagreb, 2004
- Milovan Đilas: Revolucionarni rat, Beograd: Izdavačka kuća "Književne novine", 1990, str. 151-152

## Vanjske poveznice
Hrvatska - nevladine LGBTIQ organizacije:
- Lezbijska organizacija Rijeka - LORI
- CroL - online LGBT medij i Udruga za medijski aktivizam
- Iskorak - grupa za prava seksualnih i rodnih manjina
- QueerZagreb - Filmski festival i ostali projekti  Arhivirana inačica izvorne stranice od 30. rujna 2009. (Wayback Machine)
- Zagreb Pride - središnja godišnja manifestacija ponosa LGBTIQ osoba
- Ženska soba - Centar za prevenciju, istraživanje i suzbijanje seksualnog nasilja i žensku seksualnost  Arhivirana inačica izvorne stranice od 20. kolovoza 2006. (Wayback Machine)
- LGBTIQ.net - Hrvatski LGBTIQ portal  Arhivirana inačica izvorne stranice od 5. siječnja 2009. (Wayback Machine)